# Аманда Анисимова
Аманда Анисимова (Њу Џерзи, 31. август 2001) америчка је тенисерка, руског порекла.
Професионалну каријеру је започела 2016. године. Најбољи пласман Анисимове на ВТА листи је 51 место од 20. маја 2019.
Отац Константин јој је био тренер и старија сестра која је помагала као спаринг партнер. Анисимова је почела да игра тенис веома рано. Рођена је у Њу Џерзију, њена породица се преселила на Флориду како би својој деци пружила боље могућности за тренинге. Анисимова је као јуниорка била високо рангирана, друго место на свету. Освојила је јуниорски Ју-Ес опен 2017. године. Освојила је свој први ИТФ турнир мање од годину дана касније.
Затим је на Индијан Велсу 2018. године, забележила своју прву топ 10 победу против Петре Квитове док је још имала 16 година. Освојила је једну ВТА титулу у појединачној конкуренцији, и то на турниру у Боготи 2019. године. На Ролан Гаросу 2019. се пласирала у своје прво гренд слем полуфинале.

## Финала гренд слем турнира (1)

### Појединачно (0:1)
| Исход  | Година | Турнир   | Противница у финалу | Резултат |
| Финале | 2025.  | Вимблдон | Ига Свјонтек        | 0:6, 0:6 |